# Leonard Piątek
Leonard Franz Piątek (Królewska Huta, 1913. október 3. – Chorzów, 1967. július 1.), lengyel válogatott labdarúgó. A nevét 1937 tavaszán Leonard Franciszek Piątekre változtatta.
A lengyel válogatott tagjaként részt vett az 1938-as világbajnokságon.

## Pályafutása

### Klubcsapatokban
Pályafutása jelentős részében az AKS Chorzówban játszott. 1936 és 1937 között katonai szolgálata alatt a Flota Gdynia klubban szerepelt. A második világháború előtt többször lett Szilézia bajnoka az AKS-szel. Az 1939-től 1945-ig a Germania Königshütte csapatával háromszor nyert felső-sziléziai bajnokságot, részt vett a német kupában is.

### A válogatottban
17 mérkőzést játszott a lengyel válogatottban, és 11 gólt szerzett. Részt vett az 1938-as franciaországi világbajnokságon. A válogatottban 1936. szeptember 6-án Rigában mutatkozott be a Lettország elleni mérkőzésen (3–3). Utolsó mérkőzését 1939. augusztus 27-én játszotta a magyarok elleni varsói 4–2-es győzelem során, itt egy gólt szerzett.
Aktív labdarúgó-pályafutása befejezése után Felső-Szilézia helyi csapatainak edzője lett. Hosszas betegség után 1967-ben halt meg Chorzówban.

## Statisztika

### A válogatottban
| 1936     | 1  | 0  |
| 1937     | 4  | 4  |
| 1938     | 8  | 5  |
| 1939     | 4  | 2  |
| Összesen | 17 | 11 |

## Fordítás
- Ez a szócikk részben vagy egészben  a   Leonard Piątek című lengyel Wikipédia-szócikk ezen változatának fordításán alapul.  Az eredeti cikk szerkesztőit annak laptörténete sorolja fel. Ez a jelzés csupán a megfogalmazás eredetét és a szerzői jogokat jelzi, nem szolgál a cikkben szereplő információk forrásmegjelöléseként.